# Afroaster
Afroaster, biljni rod iz porodice glavočika kojemu pripada 18 priznatih vrsta raširenih po Africi, od DR Konga, na jug do Južnoafričke Republike.
Rod je opisan 2012., a tipična je vrsta A. tansaniensis, koja je izdvojena iz roda Aster, u novi rod Afroaster.

## Vrste
1. Afroaster ananthocladus (Hilliard & B.L.Burtt) J.C.Manning & Goldblatt
2. Afroaster bowiei (Harv.) J.C.Manning & Goldblatt; kritično ugrožena, možda izumrla[3]
3. Afroaster chimanimaniensis (W.Lippert) J.C.Manning & Goldblatt
4. Afroaster comptonii (W.Lippert) J.C.Manning & Goldblatt
5. Afroaster confertifolius (Hilliard & B.L.Burtt) J.C.Manning & Goldblatt; rijetka
6. Afroaster erucifolius (Thell.) J.C.Manning & Goldblatt
7. Afroaster hispidus (Thunb.) J.C.Manning & Goldblatt
8. Afroaster laevigatus (Sond.) J.C.Manning & Goldblatt
9. Afroaster lydenburgensis (W.Lippert) J.C.Manning & Goldblatt
10. Afroaster milanjiensis (S.Moore) J.C.Manning & Goldblatt
11. Afroaster nubimontis (W.Lippert) J.C.Manning & Goldblatt
12. Afroaster peglerae (Bolus) J.C.Manning & Goldblatt
13. Afroaster perfoliatus (Oliv.) J.C.Manning & Goldblatt
14. Afroaster pleiocephalus (Harv.) J.C.Manning & Goldblatt
15. Afroaster pseudobakerianus (W.Lippert) J.C.Manning & Goldblatt
16. Afroaster serrulatus (Harv.) J.C.Manning & Goldblatt
17. Afroaster tansaniensis (W.Lippert) J.C.Manning & Goldblatt
18. Afroaster zuluensis (W.Lippert) J.C.Manning & Goldblatt